# Bill Purcell (Badminton)
William „Bill“ Purcell (* um 1935) ist ein kanadischer Badmintonspieler.

## Karriere
Bill Purcell siegte 1955, 1956, 1957, 1958, 1959 und 1962 bei den Ontario Championships. 1954 und 1956 wurde er auch nationaler kanadischer Meister, 1958 gewann er die Canadian Open.

## Sportliche Erfolge
| Saison | Veranstaltung                 | Disziplin    | Platz | Name                            |
| ------ | ----------------------------- | ------------ | ----- | ------------------------------- |
| 1954   | Kanada: Einzelmeisterschaften | Herrendoppel | 1     | Donald Smythe / W. Purcell      |
| 1955   | Ontario Championships         | Mixed        | 1     | Bill Purcell / Marjory Shedd    |
| 1956   | Ontario Championships         | Mixed        | 1     | Bill Purcell / Marjory Shedd    |
| 1956   | Kanada: Einzelmeisterschaften | Mixed        | 1     | William Purcell / Marjory Shedd |
| 1956   | Kanada: Einzelmeisterschaften | Herrendoppel | 1     | Bev Westcott / William Purcell  |
| 1957   | Ontario Championships         | Mixed        | 1     | Bill Purcell / Marjory Shedd    |
| 1958   | Ontario Championships         | Mixed        | 1     | Bill Purcell / Marjory Shedd    |
| 1958   | Canadian Open                 | Mixed        | 1     | William Purcell / Marjory Shedd |
| 1959   | Ontario Championships         | Mixed        | 1     | Bill Purcell / Marjory Shedd    |
| 1962   | Ontario Championships         | Mixed        | 1     | Bill Purcell / Marjory Shedd    |